# Elecciones legislativas de Argentina de 2017
Las elecciones legislativas de Argentina de 2017 tuvieron lugar el domingo 22 de octubre del mencionado año con el objetivo de renovar 127 de las 257 bancas de la Cámara de Diputados, cámara baja del Congreso de la Nación Argentina, así como 24 de las 72 bancas del Senado de la Nación, la cámara alta, en representación de las provincias de Buenos Aires, Formosa, Jujuy, La Rioja, Misiones, San Juan, San Luis, y Santa Cruz. Al mismo tiempo que los comicios se realizaron elecciones para renovar la mayoría de las legislaturas provinciales, mientras que dos provincias (Corrientes, y Santiago del Estero), eligieron gobernador. Se realizaron durante la presidencia de Mauricio Macri, y fueron las primeras elecciones de medio término enfrentada por un gobierno ajeno al Partido Justicialista (PJ) desde los controvertidos comicios previos a la crisis de diciembre de 2001. Los candidatos surgieron de las elecciones Primarias, Abiertas, Simultáneas y Obligatorias (PASO), realizadas el domingo 13 de agosto, pudiendo disputar únicamente las listas que superaran el 1,5% de los votos válidos en cada distrito.
El frente político gobernante a nivel nacional, Cambiemos, compuesta mayormente por los partidos Propuesta Republicana (PRO), Unión Cívica Radical (UCR), y Coalición Cívica ARI (CC-ARI), presentó listas en todos los distritos bajo diferentes denominaciones, y en algunos casos aliada con otras fuerzas o alianzas. El clima electoral en general fue favorable para el oficialismo debido a la internas en el opositor Frente para la Victoria (FpV), que si bien tras las anteriores elecciones era el bloque mayoritario en ambas cámaras. El kirchnerismo, encabezado por la expresidenta Cristina Fernández de Kirchner, disputó las elecciones bajo el sello Unidad Ciudadana, presentándose como candidata a Senadora Nacional por la clave provincia de Buenos Aires, distrito en el que reside el 38% del electorado argentino. Un sector del FpV, liderado por Florencio Randazzo, disputó también las elecciones por separado luego de que fracasara la intención de realizar primarias internas entre Randazzo y Fernández de Kirchner. Sergio Massa, de la coalición Unidos por una Nueva Alternativa (UNA), que había quedado en tercer puesto en las anteriores elecciones, logró un pacto electoral con la alianza Progresistas, configurando el sello "1País", con el que se presentó también como candidato a Senador bonaerense. Otra coalición nacional de importancia fue el Frente de Izquierda y de los Trabajadores (FIT), representante de la mayor parte de izquierda trotskista. Estas coaliciones se replicaron en gran medida en los demás distritos, favoreciendo la división del peronismo en varios sectores.
La campaña electoral estuvo polarizada entre el oficialismo y la oposición. Días antes de las elecciones primarias, el 1 de agosto, tuvo lugar la desaparición de Santiago Maldonado, denunciada por la Liga Argentina por los Derechos del Hombre como un caso de desaparición forzada, por el cual fueron responsabilizados tanto Macri como su entonces ministra de Seguridad, Patricia Bullrich y otros funcionarios del entonces gobierno nacional. Las elecciones PASO fueron sumamente ajustadas, sobre todo en la contienda bonaerense, que resultó en un empate técnico con Cambiemos imponiéndose en la categoría de diputados nacionales y Unidad Ciudadana en la de senadores nacionales, en ambos casos por una diferencia mínima.
Finalmente, la elección general resultó en un holgado triunfo para las coaliciones ligadas a Cambiemos a nivel nacional, que obtuvieron juntas un 41.75% de los votos válidamente emitidos y sumaron un total de 61 diputados. El oficialismo se impuso en Buenos Aires, Capital Federal, Chaco, Córdoba, Corrientes, Entre Ríos, Jujuy, La Rioja, Mendoza, Neuquén, Salta, Santa Cruz y Santa Fe. Fue la primera instancia desde 1985 en que una fuerza política se impuso en los cinco distritos más poblados, y constituyó la primera victoria de un oficialismo no peronista en una elección legislativa de medio término desde dicho año. A pesar de verse derrotada en Buenos Aires y sufrir un fuerte revés en diversos bastiones electorales peronistas, el kirchnerismo conservó su preponderancia dentro del peronismo: las listas ligadas a Unidad Ciudadana obtuvieron un 19.81% de las preferencias (21.38% si se cuenta al Frente Cívico por Santiago, coalición gobernante de la provincia de Santiago del Estero alineada con el kirchnerismo), con lo que habría sumado 31 diputados, contra el 13.71% obtenido por los frentes justicialistas locales, que obtuvieron 22 bancas. Las listas ligadas a Unidad Ciudadana triunfaron en Formosa, Río Negro, Santiago del Estero y Tierra del Fuego; mientras que el justicialismo no kirchnerista venció en Catamarca, La Pampa, San Luis, San Juan y Tucumán. En Chubut y Misiones triunfaron coaliciones ligadas al peronismo, pero no al PJ: Chubut Somos Todos y el Frente Renovador de la Concordia respectivamente. El massismo por su parte sufrió una aplastante derrota al no superar el 6% de los votos a nivel nacional y no lograr consagrar ningún senador y solo 4 diputados. El Frente de Izquierda obtuvo el 4.70% de los votos, superando el millón de sufragios por segunda vez en su historia, resultado que la dirigencia partidaria de la alianza catalogó de "histórico". La participación fue del 77.61% del electorado registrado.

## Cargos a elegir
| Provincia              | Cámara de Diputados | Cámara de Diputados | Senado    | Senado    |
| Provincia              | Diputados           | A renovar           | Senadores | A renovar |
| ---------------------- | ------------------- | ------------------- | --------- | --------- |
| Buenos Aires           | 70                  | 35                  | 3         | 3         |
| Ciudad de Buenos Aires | 25                  | 13                  | 3         | —         |
| Catamarca              | 5                   | 3                   | 3         | —         |
| Chaco                  | 7                   | 4                   | 3         | —         |
| Chubut                 | 5                   | 2                   | 3         | —         |
| Córdoba                | 18                  | 9                   | 3         | —         |
| Corrientes             | 7                   | 3                   | 3         | —         |
| Entre Ríos             | 9                   | 5                   | 3         | —         |
| Formosa                | 5                   | 2                   | 3         | 3         |
| Jujuy                  | 6                   | 3                   | 3         | 3         |
| La Pampa               | 5                   | 3                   | 3         | —         |
| La Rioja               | 5                   | 2                   | 3         | 3         |
| Mendoza                | 10                  | 5                   | 3         | —         |
| Misiones               | 7                   | 3                   | 3         | 3         |
| Neuquén                | 5                   | 3                   | 3         | —         |
| Río Negro              | 5                   | 2                   | 3         | —         |
| Salta                  | 7                   | 3                   | 3         | —         |
| San Juan               | 6                   | 3                   | 3         | 3         |
| San Luis               | 5                   | 3                   | 3         | 3         |
| Santa Cruz             | 5                   | 3                   | 3         | 3         |
| Santa Fe               | 19                  | 9                   | 3         | —         |
| Santiago del Estero    | 7                   | 3                   | 3         | —         |
| Tierra del Fuego       | 5                   | 2                   | 3         | —         |
| Tucumán                | 9                   | 4                   | 3         | —         |
| Total                  | 257                 | 127                 | 72        | 24        |

## Cronograma
El cronograma para los diferentes actos electorales nacionales quedó establecido en las siguientes fechas:
- 25 de abril: cierre del padrón provisorio.[11]
- 5 de mayo: publicación del padrón provisorio.[11]
- 20 de mayo: vencimiento del plazo para corregir el padrón.[11]
- 14 de junio: vencimiento del plazo para inscribir las alianzas.[11][12]
- 24 de junio: vencimiento del plazo para presentar precandidaturas a las elecciones primarias (PASO).[13]
- 14 de julio: inicio de la campaña electoral para las PASO y publicación del padrón definitivo.[11][14]
- 24 de julio: inicio del período de prohibición de difundir avisos publicitarios para captar el voto.[15]
- 29 de julio: inicio del período de prohibición de actos públicos (inauguraciones, anuncios) por parte del gobierno hasta las PASO.[11]
- 11 de agosto: inicio de la veda electoral.[11]
- 13 de agosto: elecciones primarias (PASO).[11][16]
- 17 de septiembre: inicio de la campaña electoral para las elecciones nacionales.[11]
- 27 de septiembre: inicio del período de prohibición de difundir avisos publicitarios para captar el voto.[15]
- 7 de octubre: inicio del período de prohibición de actos públicos (inauguraciones, anuncios) por parte del gobierno, hasta las elecciones.[11]
- 14 de octubre: inicio del plazo de prohibición para publicar encuestas.[17]
- 20 de octubre: inicio de la veda electoral.[11]
- 22 de octubre: elecciones legislativas nacionales.[18]

En muchas provincias, también se deben realizar en 2017 elecciones para elegir autoridades provinciales y municipales. Cada provincia tiene autonomía para decidir si la fecha de las elecciones provinciales coincide con las nacionales, o si "desdoblan" las elecciones de manera que no se realicen el mismo día. En algunas provincias la constitución establece que ambas fechas no pueden coincidir.

## Situación de los principales bloques legislativos

### Diputados nacionales

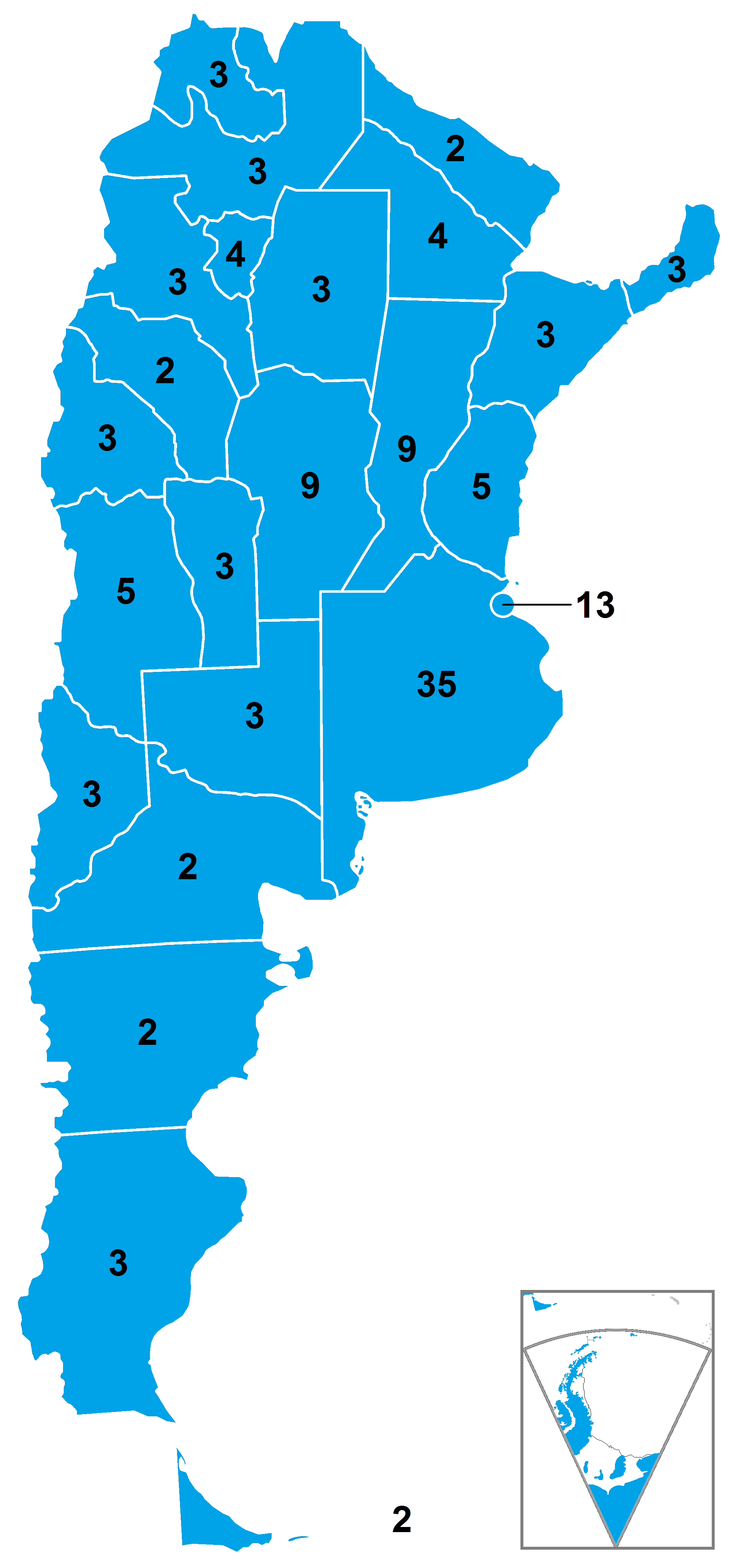
Cantidad de diputados elegidos en cada distrito en 2017.

La Cámara de Diputados de la Nación Argentina renovó 127 de sus 257 miembros, por un período de 4 años. Según la Constitución Nacional, los diputados fueron elegidos por distrito, en proporción a la población de cada uno de ellos. La cantidad de diputados por distrito vigente en 2017, fue establecida por la Ley N° 22.847, sancionada en 1983 por el dictador Reynaldo Bignone, la que dispuso a su vez que ninguna provincia podía tener menos de cinco diputados.
Ordenados por cantidad de diputados elegidos en 2017, a cada distrito le corresponde los siguientes: Provincia de Buenos Aires (35), Capital Federal (13), Córdoba (9), Santa Fe (9), Entre Ríos (5), Mendoza (5), Chaco (4), Tucumán (4), Catamarca (3), Corrientes (3), Jujuy (3), La Pampa (3), Misiones (3), Neuquén (3), Salta (3), San Juan (3), San Luis (3) y Santa Cruz (3), Santiago del Estero (3), Chubut (2), Formosa (2), La Rioja (2), Río Negro (2) y Tierra del Fuego, Antártida e Islas del Atlántico Sur (2).
Los diputados se eligieron utilizando el sistema de representación proporcional D'Hondt en cada uno de los 24 distritos electorales en los que se divide el país. En la siguiente tabla plegable se encuentra la lista de diputados, ordenados por bloque, a los que se les venció el mandato en 2017:
| Diputados a quienes les venció el mandato en 2017 por bloque | Diputados a quienes les venció el mandato en 2017 por bloque | Diputados a quienes les venció el mandato en 2017 por bloque | Diputados a quienes les venció el mandato en 2017 por bloque |
| Apellido                                                     | Nombre                                                       | Distrito                                                     | Bloque                                                       |
| ------------------------------------------------------------ | ------------------------------------------------------------ | ------------------------------------------------------------ | ------------------------------------------------------------ |
| Terada                                                       | Alicia                                                       | Chaco                                                        | Coalición Cívica ARI                                         |
| Carrió                                                       | Elisa María Avelina                                          | Ciudad de Buenos Aires                                       | Coalición Cívica ARI                                         |
| Sánchez                                                      | Fernando                                                     | Ciudad de Buenos Aires                                       | Coalición Cívica ARI                                         |
| Bernabey                                                     | Ramón Ernesto                                                | Córdoba                                                      | Brigadier General Juan Bautista Bustos                       |
| Arenas                                                       | Berta Hortensia                                              | San Luis                                                     | Compromiso Federal                                           |
| Lusquiños                                                    | Luis Bernardo                                                | San Luis                                                     | Compromiso Federal                                           |
| Plaini                                                       | Francisco Omar                                               | Buenos Aires                                                 | Cultura, Educación y Trabajo                                 |
| Casañas                                                      | Juan Francisco                                               | Tucumán                                                      | Del Bicentenario                                             |
| Raffo                                                        | Julio                                                        | Ciudad de Buenos Aires                                       | Diálogo y Trabajo                                            |
| Alegre                                                       | Gilberto Oscar                                               | Buenos Aires                                                 | Federal Unidos por una Nueva Argentina                       |
| Alonso                                                       | Horacio Fernando                                             | Buenos Aires                                                 | Federal Unidos por una Nueva Argentina                       |
| Daer                                                         | Héctor Ricardo                                               | Buenos Aires                                                 | Federal Unidos por una Nueva Argentina                       |
| De Mendiguren                                                | José Ignacio                                                 | Buenos Aires                                                 | Federal Unidos por una Nueva Argentina                       |
| Ehcosor                                                      | María Azucena                                                | Buenos Aires                                                 | Federal Unidos por una Nueva Argentina                       |
| Litza                                                        | Mónica Edith                                                 | Buenos Aires                                                 | Federal Unidos por una Nueva Argentina                       |
| Massa                                                        | Sergio Tomas                                                 | Buenos Aires                                                 | Federal Unidos por una Nueva Argentina                       |
| Schwindt                                                     | María Liliana                                                | Buenos Aires                                                 | Federal Unidos por una Nueva Argentina                       |
| Solá                                                         | Felipe Carlos                                                | Buenos Aires                                                 | Federal Unidos por una Nueva Argentina                       |
| Tundis                                                       | Mirta                                                        | Buenos Aires                                                 | Federal Unidos por una Nueva Argentina                       |
| Abdala De Matarazzo                                          | Norma Amanda                                                 | Santiago del Estero                                          | Frente Cívico por Santiago                                   |
| Juárez                                                       | Manuel Humberto                                              | Santiago del Estero                                          | Frente Cívico por Santiago                                   |
| Oliva                                                        | Cristian Rodolfo                                             | Santiago del Estero                                          | Frente Cívico por Santiago                                   |
| Brizuela Del Moral                                           | Eduardo Segundo                                              | Catamarca                                                    | Frente Cívico y Social de Catamarca                          |
| Juárez                                                       | Myrian del Valle                                             | Catamarca                                                    | Frente Cívico y Social de Catamarca                          |
| Sosa                                                         | Soledad                                                      | Mendoza                                                      | Frente de Izquierda y de los Trabajadores                    |
| López                                                        | Pablo Sebastián                                              | Salta                                                        | Frente de Izquierda y de los Trabajadores                    |
| Risko                                                        | Silvia Lucrecia                                              | Misiones                                                     | Frente de la Concordia Misionero                             |
| Guzmán                                                       | Sandro Adrián                                                | Buenos Aires                                                 | Frente Norte                                                 |
| Arrieta                                                      | Gustavo Héctor                                               | Buenos Aires                                                 | Frente para la Victoria                                      |
| Cigogna                                                      | Luis Francisco Jorge                                         | Buenos Aires                                                 | Frente para la Victoria                                      |
| Conti                                                        | Diana Beatriz                                                | Buenos Aires                                                 | Frente para la Victoria                                      |
| Depetri                                                      | Edgardo Fernando                                             | Buenos Aires                                                 | Frente para la Victoria                                      |
| Di Tullio                                                    | Juliana                                                      | Buenos Aires                                                 | Frente para la Victoria                                      |
| García                                                       | María Teresa                                                 | Buenos Aires                                                 | Frente para la Victoria                                      |
| Granados                                                     | Dulce                                                        | Buenos Aires                                                 | Frente para la Victoria                                      |
| Kunkel                                                       | Carlos Miguel                                                | Buenos Aires                                                 | Frente para la Victoria                                      |
| Moreno                                                       | Carlos Julio                                                 | Buenos Aires                                                 | Frente para la Victoria                                      |
| Recalde                                                      | Héctor Pedro                                                 | Buenos Aires                                                 | Frente para la Victoria                                      |
| Mendoza                                                      | Sandra Marcela                                               | Chaco                                                        | Frente para la Victoria                                      |
| Pedrini                                                      | Juan Manuel                                                  | Chaco                                                        | Frente para la Victoria                                      |
| Cabandié                                                     | Juan                                                         | Ciudad de Buenos Aires                                       | Frente para la Victoria                                      |
| Mazure                                                       | Liliana Amalia                                               | Ciudad de Buenos Aires                                       | Frente para la Victoria                                      |
| Barreto                                                      | Jorge Rubén                                                  | Entre Ríos                                                   | Frente para la Victoria                                      |
| Gaillard                                                     | Ana Carolina                                                 | Entre Ríos                                                   | Frente para la Victoria                                      |
| Gervasoni                                                    | Lautaro                                                      | Entre Ríos                                                   | Frente para la Victoria                                      |
| Díaz Roig                                                    | Juan Carlos                                                  | Formosa                                                      | Frente para la Victoria                                      |
| Abraham                                                      | Alejandro                                                    | Mendoza                                                      | Frente para la Victoria                                      |
| Martínez                                                     | Norman Darío                                                 | Neuquén                                                      | Frente para la Victoria                                      |
| Bardeggia                                                    | Luis María                                                   | Río Negro                                                    | Frente para la Victoria                                      |
| Soria                                                        | María Emilia                                                 | Río Negro                                                    | Frente para la Victoria                                      |
| Castro                                                       | Sandra Daniela                                               | San Juan                                                     | Frente para la Victoria                                      |
| Tomás                                                        | Héctor Daniel                                                | San Juan                                                     | Frente para la Victoria                                      |
| Gómez Bull                                                   | Mauricio Ricardo                                             | Santa Cruz                                                   | Frente para la Victoria                                      |
| González                                                     | Josefina Victoria                                            | Santa Fe                                                     | Frente para la Victoria                                      |
| Seminara                                                     | Eduardo Jorge                                                | Santa Fe                                                     | Frente para la Victoria                                      |
| Pérez                                                        | Martín Alejandro                                             | Tierra del Fuego                                             | Frente para la Victoria                                      |
| Carrizo                                                      | Nilda Mabel                                                  | Tucumán                                                      | Frente para la Victoria                                      |
| Gallardo                                                     | Miriam Graciela                                              | Tucumán                                                      | Frente para la Victoria                                      |
| Stolbizer                                                    | Margarita Rosa                                               | Buenos Aires                                                 | Partido GEN                                                  |
| Caviglia                                                     | Franco Agustín                                               | Buenos Aires                                                 | Juntos por Argentina                                         |
| Fabiani                                                      | Eduardo Alberto                                              | Buenos Aires                                                 | Juntos por Argentina                                         |
| Giustozzi                                                    | Rubén Darío                                                  | Buenos Aires                                                 | Juntos por Argentina                                         |
| Romero                                                       | Oscar Alberto                                                | Buenos Aires                                                 | Justicialista                                                |
| Tomassi                                                      | Néstor Nicolás                                               | Catamarca                                                    | Justicialista                                                |
| Martínez Campos                                              | Gustavo José                                                 | Chaco                                                        | Justicialista                                                |
| Rubin                                                        | Carlos Gustavo                                               | Corrientes                                                   | Justicialista                                                |
| Tentor                                                       | Héctor Olindo                                                | Jujuy                                                        | Justicialista                                                |
| Fernández Mendía                                             | Gustavo Rodolfo                                              | La Pampa                                                     | Justicialista                                                |
| Madera                                                       | Teresita                                                     | La Rioja                                                     | Justicialista                                                |
| Isa                                                          | Evita Nélida                                                 | Salta                                                        | Justicialista                                                |
| Ziegler                                                      | Alex Roberto                                                 | Misiones                                                     | Libertad, Valores y Cambio                                   |
| Giordano                                                     | Juan Carlos                                                  | Buenos Aires                                                 | Izquierda Socialista - Frente de Izquierda                   |
| Cousinet                                                     | Graciela                                                     | Mendoza                                                      | Movimiento Libres del Sur                                    |
| Masso                                                        | Federico Augusto                                             | Tucumán                                                      | Movimiento Libres del Sur                                    |
| San Martín                                                   | Adrián                                                       | Neuquén                                                      | Movimiento Popular Neuquino                                  |
| Villar Molina                                                | María Inés                                                   | Neuquén                                                      | Movimiento Popular Neuquino                                  |
| Martínez                                                     | Oscar Anselmo                                                | Tierra del Fuego                                             | Movimiento Solidario Popular                                 |
| Troiano                                                      | Gabriela Alejandra                                           | Buenos Aires                                                 | Partido Socialista                                           |
| Dure                                                         | Lucila Beatriz                                               | Formosa                                                      | Partido Socialista                                           |
| Binner                                                       | Hermes Juan                                                  | Santa Fe                                                     | Partido Socialista                                           |
| Ciciliani                                                    | Alicia Mabel                                                 | Santa Fe                                                     | Partido Socialista                                           |
| Carlotto                                                     | Remo Gerardo                                                 | Buenos Aires                                                 | Peronismo Para la Victoria                                   |
| Guzmán                                                       | Andrés Ernesto                                               | Córdoba                                                      | Peronismo Para la Victoria                                   |
| Argumedo                                                     | Alcira Susana                                                | Ciudad de Buenos Aires                                       | Movimiento Proyecto Sur                                      |
| Copes                                                        | Ana Isabel                                                   | Santa Fe                                                     | Partido Demócrata Progresista                                |
| Heller                                                       | Carlos Salomón                                               | Ciudad de Buenos Aires                                       | Solidario Si                                                 |
| Bermejo                                                      | Sixto Osvaldo                                                | Chubut                                                       | Trabajo y Dignidad                                           |
| Lagoria                                                      | Elia Nelly                                                   | Chubut                                                       | Trabajo y Dignidad                                           |
| Rucci                                                        | Claudia Mónica                                               | Buenos Aires                                                 | Unidos por una Nueva Argentina                               |
| Brezzo                                                       | María Eugenia                                                | Córdoba                                                      | Unidos por una Nueva Argentina                               |
| Calleri                                                      | Agustín Santiago                                             | Córdoba                                                      | Unidos por una Nueva Argentina                               |
| Rossi                                                        | Blanca Araceli                                               | Córdoba                                                      | Unidos por una Nueva Argentina                               |
| Alfonsín                                                     | Ricardo Luis                                                 | Buenos Aires                                                 | Unión Cívica Radical                                         |
| Gutiérrez                                                    | Héctor María                                                 | Buenos Aires                                                 | Unión Cívica Radical                                         |
| Carrizo                                                      | Ana Carla                                                    | Ciudad de Buenos Aires                                       | Unión Cívica Radical                                         |
| Austín                                                       | Brenda Lis                                                   | Córdoba                                                      | Unión Cívica Radical                                         |
| Carrizo                                                      | María Soledad                                                | Córdoba                                                      | Unión Cívica Radical                                         |
| Mestre                                                       | Diego Matías                                                 | Córdoba                                                      | Unión Cívica Radical                                         |
| Semhan                                                       | María de las Mercedes                                        | Corrientes                                                   | Unión Cívica Radical                                         |
| Valdés                                                       | Gustavo Adolfo                                               | Corrientes                                                   | Unión Cívica Radical                                         |
| D'Agostino                                                   | Jorge Marcelo                                                | Entre Ríos                                                   | Unión Cívica Radical                                         |
| Albornoz                                                     | Gabriela Romina                                              | Jujuy                                                        | Unión Cívica Radical                                         |
| Burgos                                                       | María Gabriela                                               | Jujuy                                                        | Unión Cívica Radical                                         |
| Torroba                                                      | Francisco Javier                                             | La Pampa                                                     | Unión Cívica Radical                                         |
| Vega                                                         | María Clara del Valle                                        | La Rioja                                                     | Unión Cívica Radical                                         |
| Giménez                                                      | Patricia Viviana                                             | Mendoza                                                      | Unión Cívica Radical                                         |
| Petri                                                        | Luis Alfonso                                                 | Mendoza                                                      | Unión Cívica Radical                                         |
| Pastori                                                      | Luis Mario                                                   | Misiones                                                     | Unión Cívica Radical                                         |
| Costa                                                        | Eduardo Raúl                                                 | Santa Cruz                                                   | Unión Cívica Radical                                         |
| Toledo                                                       | Susana María                                                 | Santa Cruz                                                   | Unión Cívica Radical                                         |
| Riccardo                                                     | José Luis                                                    | San Luis                                                     | Unión Cívica Radical                                         |
| Barletta                                                     | Mario Domingo                                                | Santa Fe                                                     | Unión Cívica Radical                                         |
| Cremer de Busti                                              | María Cristina                                               | Entre Ríos                                                   | Unión por Entre Ríos                                         |
| González                                                     | Gladys Esther                                                | Buenos Aires                                                 | Unión Pro                                                    |
| Martínez                                                     | Soledad                                                      | Buenos Aires                                                 | Unión Pro                                                    |
| Besada                                                       | Alicia Irma                                                  | Ciudad de Buenos Aires                                       | Unión Pro                                                    |
| Conesa                                                       | Eduardo Raúl                                                 | Ciudad de Buenos Aires                                       | Unión Pro                                                    |
| Lopardo                                                      | María Paula                                                  | Ciudad de Buenos Aires                                       | Unión Pro                                                    |
| Patiño                                                       | José Luis                                                    | Ciudad de Buenos Aires                                       | Unión Pro                                                    |
| Sorgente                                                     | Marcelo Adolfo                                               | Ciudad de Buenos Aires                                       | Unión Pro                                                    |
| Baldassi                                                     | Héctor                                                       | Córdoba                                                      | Unión Pro                                                    |
| Maquieyra                                                    | Martín                                                       | La Pampa                                                     | Unión Pro                                                    |
| Durand Cornejo                                               | Guillermo Mario                                              | Salta                                                        | Unión Pro                                                    |
| Cáceres                                                      | Eduardo Augusto                                              | San Juan                                                     | Unión Pro                                                    |
| Laspina                                                      | Luciano Andrés                                               | Santa Fe                                                     | Unión Pro                                                    |
| Scaglia                                                      | Gisela                                                       | Santa Fe                                                     | Unión Pro                                                    |
| Spinozzi                                                     | Ricardo Adrián                                               | Santa Fe                                                     | Unión Pro                                                    |

### Senadores nacionales

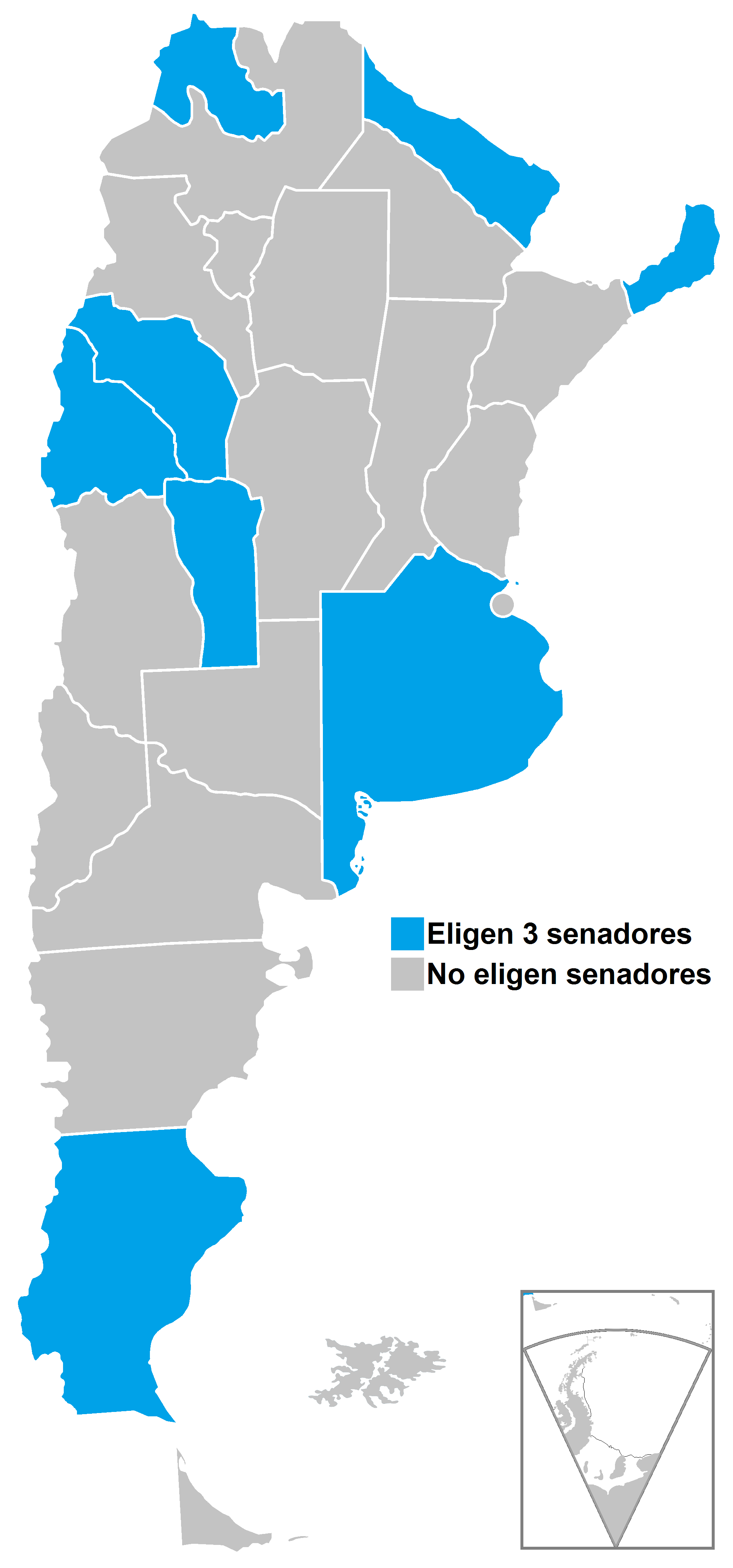
En azul, los distritos en los que se eligieron senadores en 2017. Tres senadores en cada uno: dos a la mayoría y uno a la minoría.

En 2017 se renovó un tercio del Senado, exactamente 24 senadores. Los distritos que eligieron sus tres senadores (dos por la mayoría y uno por la minoría) para el período 2017-2023 son: Buenos Aires, Formosa, Jujuy, La Rioja, Misiones, San Juan, San Luis y Santa Cruz.
Los mismos fueron elegidos por sufragio directo, correspondiéndole a la lista de candidatos con más votos dos bancas y a la segunda la restante.
De las 24 bancas renovadas, 15 bancas (62%), estaban en poder del bloque del PJ-Frente para la Victoria. Las fuerzas relacionadas con Cambiemos debían renovar 4 bancas: la UCR puso en juego 3 bancas y el Partido Producción y Trabajo de San Juan, apoyado por el Pro, puso en juego una. Compromiso Federal puso en juego dos bancas. Las dos bancas restantes (la de Menem en La Rioja y la de Giménez en Misiones) no fueron apoyadas por ninguna alianza nacional. En la siguiente tabla plegable se encuentra la lista de senadores, ordenados por bloque, a los que se les venció el mandato en 2017:
| Senadores a quienes les venció el mandato en 2017 por bloque | Senadores a quienes les venció el mandato en 2017 por bloque | Senadores a quienes les venció el mandato en 2017 por bloque | Senadores a quienes les venció el mandato en 2017 por bloque |
| Apellido                                                     | Nombre                                                       | Distrito                                                     | Bloque                                                       |
| ------------------------------------------------------------ | ------------------------------------------------------------ | ------------------------------------------------------------ | ------------------------------------------------------------ |
| Basualdo                                                     | Roberto Gustavo                                              | San Juan                                                     | Producción y Trabajo                                         |
| Negre de Alonso                                              | Liliana Teresita                                             | San Luis                                                     | Justicialista de San Luis                                    |
| Rodríguez Saá                                                | Adolfo                                                       | San Luis                                                     | Justicialista de San Luis                                    |
| Abal Medina                                                  | Juan Manuel                                                  | Buenos Aires                                                 | PJ Frente para la Victoria                                   |
| Leguizamón                                                   | María Laura                                                  | Buenos Aires                                                 | PJ Frente para la Victoria                                   |
| González                                                     | María Teresa Margarita                                       | Formosa                                                      | PJ Frente para la Victoria                                   |
| Mayans                                                       | José Miguel Ángel                                            | Formosa                                                      | PJ Frente para la Victoria                                   |
| Barrionuevo                                                  | Walter Basilio                                               | Jujuy                                                        | PJ Frente para la Victoria                                   |
| Fellner                                                      | Liliana Beatriz                                              | Jujuy                                                        | PJ Frente para la Victoria                                   |
| Irrazábal                                                    | Juan Manuel                                                  | Misiones                                                     | PJ Frente para la Victoria                                   |
| Cabral                                                       | Salvador                                                     | Misiones                                                     | PJ Frente para la Victoria                                   |
| Godoy                                                        | Ruperto Eduardo                                              | San Juan                                                     | PJ Frente para la Victoria                                   |
| Riofrío                                                      | Marina Raquel                                                | San Juan                                                     | PJ Frente para la Victoria                                   |
| Pérsico                                                      | Daniel Raúl                                                  | San Luis                                                     | PJ Frente para la Victoria                                   |
| García                                                       | Virginia María                                               | Santa Cruz                                                   | PJ Frente para la Victoria                                   |
| Labado                                                       | María Ester                                                  | Santa Cruz                                                   | PJ Frente para la Victoria                                   |
| Luna                                                         | Mirtha María Teresita                                        | La Rioja                                                     | PJ Frente para la Victoria                                   |
| Aguirre                                                      | Hilda Clelia                                                 | La Rioja                                                     | PJ Frente para la Victoria                                   |
| Menem                                                        | Carlos Saúl                                                  | La Rioja                                                     | Federalismo y Liberación                                     |
| Linares                                                      | Jaime                                                        | Buenos Aires                                                 | Partido GEN                                                  |
| Giménez                                                      | Sandra Daniela                                               | Misiones                                                     | Misiones                                                     |
| Petcoff Naidenoff                                            | Luis Carlos                                                  | Formosa                                                      | Unión Cívica Radical                                         |
| Giacoppo                                                     | Silvia del Rosario                                           | Jujuy                                                        | Unión Cívica Radical                                         |
| Martínez                                                     | Alfredo Anselmo                                              | Santa Cruz                                                   | Unión Cívica Radical                                         |

## Situación de las fuerzas nacionales
El vencimiento del plazo para inscribir las alianzas en cada distrito (provincias y Ciudad de Buenos Aires) quedó establecido el 14 de junio de 2017. Recién una vez inscrita las alianzas distritales, pueden los afiliados a los partidos que las integran o extrapartidarios autorizados por los estatutos, presentar sus precandidaturas a las PASO (internas) de cada distrito y cada coalición.
Debido a la estructura federal del país, las alianzas nacionales muchas veces no coinciden con las alianzas distritales y en varios casos las diferentes alianzas nacionales se presentan unidas en las mismas alianzas distritales. La situación de las principales coaliciones nacionales, frente a las alianzas formadas en cada distrito fue la siguiente:

### Cambiemos
Cambiemos debía defender 39 bancas en la Cámara de Diputados: 20 de la UCR, 12 del Pro, 3 de la Coalición Cívica, 2 del Frente Cívico y Social de Catamarca, 1 de Libertad, Valores y Cambio y 1 del Partido Demócrata Progresista. En la Cámara de Senadores ponía en juego 4 bancas, 3 de la UCR y la banca del senador Basualdo por San Juan.
Los principales partidos que integran Cambiemos debieron definir importantes cuestiones, entre ellas las coaliciones que integrarán en dos de los distritos más importantes, donde los principales partidos de Cambiemos, forman coaliciones locales diferenciadas: Ciudad de Buenos Aires y Santa Fe.
En Ciudad de Buenos Aires, donde la principal candidatura es la que encabeza la lista de diputados, la prensa y algunos dirigentes políticos especularon sobre la posibilidad de que el exministro de Economía de Cristina Kirchner y exembajador en Estados Unidos Martín Lousteau, líder de la alianza ECO (Unión Cívica Radical y Partido Socialista), se presente como precandidato de la alianza Cambiemos, con el apoyo de estos partidos. Finalmente no hubo acuerdo entre ambos partidos y competirán por separado. Elisa Carrió, será la candidata del Pro y Coalición Cívica ARI, mientras que Lousteau será el candidato de la alianza Evolución (Unión Cívica Radical, Partido Socialista).
En Santa Fe se formó en agosto de 2016 la Mesa Santa Fe de Cambiemos, integrada por la Unión Cívica Radical, el PRO, la Coalición Cívica y el Partido FE. El proyecto de la Mesa es presentar una lista de candidatos a diputados nacionales, rompiendo de ese modo la alianza local que la UCR tiene con el Partido Socialista. Finalmente el 5 de junio la Unión Cívica Radical anunció que luego de una década de formado, abandonaba el Frente Progresista para presentarse en las elecciones legislativas dentro de la alianza Cambiemos.
En la crucial Provincia de Buenos Aires, donde se disputan los tres senadores y 35 diputados nacionales, Cambiemos enfrenta el problema de haber comenzado el proceso preelectoral sin precandidatos "fuertes". Inicialmente, los principales precandidatos fueron Elisa Carrió (líder de la Coalición Cívica) y Jorge Macri (del PRO, intendente de Vicente López y primo del presidente), en tensa puja por encabezar la lista de senadores. Pero luego Carrió decidió no presentarse en la provincia, acordando con Macri su candidatura única en la Capital Federal.
En Córdoba, donde se eligen nueve diputados -de los cuales la UCR debe renover tres y el PRO uno-, las principales figuras para encabezar la lista son el ministro de Comunicaciones Oscar Aguad (UCR), el hermano del intendente de la ciudad de Córdoba Diego Mestre (UCR) y el diputado Héctor Baldassi (PRO). La selección de candidatos produjo conflictos internos dentro de la UCR, disconformes con el armado de una lista única en la que se encuentran postergados los candidatos radicales, en beneficio de los macristas.
En algunos distritos, Cambiemos ha formado alianzas distritales con otras alianzas nacionales. En Mendoza se presentan junto al massismo y Progresistas. [cita requerida]En Catamarca y Jujuy formaron alianza con el PS de Progresistas,
En San Juan, el Pro llegó a un acuerdo con el senador Roberto Basualdo del partido Producción y Trabajo, por el cual aquel apoya su reelección como senador y éste la lista de diputados del Pro.
En una entrevista publicada el 5 de julio de 2017, el diputado radical Ricardo Alfonsín dio a conocer que había recibido denuncias que la mesa chica de Cambiemos y la conducción nacional de la Unión Cívica Radical habían presionado a dirigentes y afiliados radicales para que no se presentaran como candidatos en las elecciones internas (PASO). Alfonsín consideró que se trataba de denuncias "gravísimas" y que si se confirmaban evaluaría "la suspensión de mi afiliación hasta tanto estas autoridades sean cambiadas porque a mí no me representan".

### Partido Justicialista
El Partido Justicialista y los aliados con que integra el Frente para la Victoria, en algunos distritos se presenta dividido, destacándose la alianza autónoma impulsada por el kirchnerismo, denominada Unidad Ciudadana (Buenos Aires, Chaco, Córdoba, Corrientes, Jujuy, Misiones, Salta). En otros distritos el Partido Justicialista formó alianzas con el massismo del Frente Renovador (Tucumán, Entre Ríos).
El Partido Justicialista y los aliados con que integra el Frente para la Victoria otorgaron máxima prioridad a la elección en la Provincia de Buenos Aires, un distrito que por sí solo representa al 30% del país y que fue gobernado por el peronismo entre 1987 y 2015. Al vencer el plazo para inscribir las alianzas, no hubo acuerdo entre las principales corrientes internas y se inscribieron dos alianzas: Unidad Ciudadana, liderada por la expresidenta Cristina Fernández de Kirchner y el Frente Justicialista, liderado por el PJ.
Santa Fe resulta un distrito importante para el peronismo, ante la separación de los dos principales partidos de la alianza oficialista (PS y UCR) en las elecciones nacionales. En marzo el candidato más instalado era el exministro de Defensa Agustín Rossi. Algunos sectores del peronismo santafesino exploraron la posibilidad de una alianza con el Partido Socialista, pero finalmente el PJ-Frente para la Victoria inscribió una alianza en la que preservó su unidad.

### Unidos por una Nueva Alternativa
Las fuerzas que se reunieron en las elecciones presidenciales de 2015 en la alianza Unidos por una Nueva Alternativa (UNA) que llevó como candidato a Sergio Massa, se dividieron en el Congreso Nacional en dos bloques:
- el sector del peronismo cordobés que reconoce el liderazgo de los dirigentes Juan Schiaretti, gobernador de Córdoba y José Manuel de la Sota;
- el sector conocido como "Frente Renovador" o massismo, liderado por el propio Massa.

El sector cordobés de UNA tiene como ámbito de actuación a la Provincia de Córdoba, donde gobierna. Córdoba sólo elige diputados nacionales y la principal tensión es la que existe entre sus los principales referentes: Schiaretti, volcándose hacia una eventual alianza con Cambiemos, y De la Sota volcándose hacia la preservación de la alianza con el massismo. Finalmente este sector resolvió formar una alianza distrital (Unión por Córdoba) sin el massismo.
En el massismo se vencen los mandatos del propio Massa y de uno de los principales referentes de la coalición, el exgobernador Felipe Solá, ambos diputados nacionales por la Provincia de Buenos Aires. Una posibilidad anunciada por Massa, es que Solá se presente como candidato en la Capital Federal, para reforzar un distrito en el que el massismo es débil. En ninguno de los dos casos ha habido definiciones sobre quienes podrían ser los candidatos a senador en ambos distritos. En Provincia de Buenos Aires también es importante una eventual alianza entre el massismo y el GEN de Margarita Stolbizer y la candidatura de esta última, abandonando la alianza Progresistas. En marzo de 2017 existían negociaciones también para ampliar esta alianza con el sector del peronismo que integra el Bloque Justicialista liderado por Diego Bossio.
En varios distrito el massismo formó alianzas con las fuerzas pertenecientes a otras alianzas nacionales. En Mendoza integró la alianza Cambia Mendoza junto a las principales fuerzas que integran las alianzas nacionales Cambiemos y Progresistas. En Tucumán y Entre Ríos el massismo formó alianzas con el PJ-Frente para la Victoria. En Buenos Aires, Chaco, Corrientes, Misiones, Santiago del Estero y Tierra del Fuego hizo alianzas distritales con la alianza Progresistas.

### Progresistas
La alianza Progresistas no consolidó un centro de referencia nacional en las elecciones de 2017. Su candidata presidencial en 2015, Margarita Stolbizer, líder del GEN formó una alianza con el massismo en la Provincia de Buenos Aires. El GEN concertó también una alianza distrital con el massismo en Tierra del Fuego y con Cambiemos en Entre Ríos.
En la Provincia de Santa Fe, gobernada por el PS y tironeada por el "intríngulis" creado por la doble pertenencia de la UCR (a Cambiemos en la alianza nacional y al Frente Progresista en la alianza local), la intención del socialismo es mantener la alianza progresista en las candidaturas nacionales, sin la participación del radicalismo. Finalmente el 5 de junio la Unión Cívica Radical anunció que luego de una década de formado, abandonaba el Frente Progresista para presentarse en las elecciones legislativas dentro de la alianza Cambiemos.
El Partido Socialista de la Capital Federal, mantuvo la alianza ECO con la Unión Cívica Radical, llevando como candidato a Martín Lousteau, con el nombre de Evolución. En Mendoza y Catamarca formó alianza junto a Cambiemos y el massismo, mientras que en Misiones hizo alianza con esta última coalición.
El Movimiento Libres del Sur hizo alianzas distritales con el massismo en Buenos Aires, Chaco, Corrientes, Santiago del Estero y Tierra del Fuego; con Cambiemos en Tucumán y San Luis; y con Cambiemos y el massismo en Mendoza.

### Frente de Izquierda y de los Trabajadores
El Frente de Izquierda y de los Trabajadores (FIT), volvió a presentarse en 2017. El FIT debió revalidar tres de las cuatro bancas que tenía al momento de la elección, y que son compartidas de manera rotativa entre los partidos de la coalición: el Partido Obrero (PO), el Partido de los Trabajadores Socialistas (PTS) e Izquierda Socialista (IS).
El 14 de marzo el PTS lanzó las precandidaturas de Nicolás del Caño en Provincia de Buenos Aires y Myriam Bregman en Capital Federal, para encabezar la lista de candidatos a diputados nacionales. Al día siguiente también lanzó la precandidatura de Noelia Barbeito como diputada nacional por la Mendoza. Estas candidaturas fueron criticadas por los restantes partidos del frente, que las consideraron negativas, unilaterales y rupturistas.
Tras un período de reunones de negociación con propuestas para alcanzar un acuerdo que fueron rechazadas mutuamente el Partido Obrero presentó una tercera propuesta de carácter nacional, que fue aceptada por las restantes fuerzas y se basa en los resultados las internas de 2015. De este modo se alcanzó un acuerdo tanto para la conformación de listas únicas como para la rotación de bancas a nivel nacional.
De este modo el Frente de Izquierda presentó listas en 22 de los 24 distritos del país (siendo uno de los frentes electorales con mayor presencia a nivel nacional) tanto con personería propia como con la de alguna de sus partidos integrantes. Las candidaturas fueron presentadas el 22 de junio en el tradicional Hotel Castelar de la Ciudad de Buenos Aires.
El Frente quedó habilitado para las elecciones generales en 21 de las 22 provincias en las que presentó lista. La única excepción fue en el distrito de San Juan, donde obtuvo 1,47% quedando inhabilitado por escaso margen.
En las elecciones generales del 22 de octubre conquistó casi 1 300 000 votos a nivel nacional aumentando en 40% la votación obtenida en las primarias. Esta votación significa la mejor en la historia del agrupamiento y le permitió ingresar dos representantes nacionales por la provincia de Buenos Aires (Del Caño y Romina del Plá) como así también dos legisladores porteños (Bregman y Gabriel Solano), diputados provinciales y numerosos concejales en los municipios del país.
Un caso particular fue el de la provincia de Jujuy donde el Frente obtuvo casi 20%, la cifra más alta obtenida para una elección nacional. Si bien no fue suficiente para que ingresara un diputado (dado que fue superado por escaso margen por el frente kirchnerista) le permite el acceso a 4 bancas en la legislatura provincial.

## Desarrollo

### Proyecto de reforma electoral
El Poder Ejecutivo Nacional presentó en 2016 un proyecto de ley para reformar el sistema electoral, que tiene como principal objetivo implementar un sistema de voto electrónico (llamado eufemísticamente Boleta Única Electrónica [BUE]) y una reducción de fechas electorales y la prohibición de que el elector sólo pueda votar a diferentes partidos, obligándolo a votar un solo frente electoral, sin poder elegir la lista de candidatos legislativos de un espacio y la fórmula presidencial de otro. Aunque el presidente de la Nación carece de facultades constitucionales para promover o sancionar normas electorales provinciales y municipales.
La reunión de la comisión de Asuntos Constitucionales de la Cámara de Diputados para considerar el proyecto de reforma política, sufrió fuertes cuestionamientos en torno de la implementación de la boleta electrónica y la obligatoriedad de votar a un solo partido en todos los cargos electivos. Sin embargo finalmente se levantó las sesión por falta de quórum.
Además hubo rechazo a las modificaciones a las Primarias, Abiertas, Simultáneas y Obligatorias (PASO). señalándose que un partido provincial, que no tiene candidato a presidente, será afectado ya que se obliga al elector a votar en blanco la categoría de presidente. Al respecto la diputada del  FIT-PTS Myriam Bregman presentó un dictamen de rechazo y expresó: “Esta modificación de democrática no tiene absolutamente nada, porque no sólo cercena a los candidatos la posibilidad de ser elegidos, sino a los electores de elegir. Es un punto grave de la reforma”. Desde el Frente Renovador se planteó la oposición a la modificación propuesta por el Poder Ejecutivo expresando que no se puede limitar al elector a que sólo participe en una interna y que no pueda en otra. Es cercenar un derecho, una vez que decimos que son abiertas". " es un retroceso limitar a un ciudadano en las PASO a votar solamente candidatos de un mismo partido. La reforma política que se hizo permite optar conjugar votos a distintos partidos y categorías. Cercenar eso es retroceder en los derechos, es volver a un sistema de internas cerradas", planteó el diputado Pablo Kosiner.
El intento de reforma también tensó la relación de Macri con algunos gobernadores cercanos, entre ellos Urtubey quien recordó que él en su provincia y Macri en la Ciudad, implementaron un sistema de voto electrónico que complicaba el voto cruzado, al obligar a elegir primero el partido político y luego al candidato. Esta vez, habrá una imposición por ley. La propuesta original de Mauricio Macri además incluía que no haya primarias obligatorias, pero la UCR protestó y fue descartada.

### Fiscalización
En mayo de 2017 la Cámara Nacional Electoral (CNE) firmó un "convenio de colaboración" con la red Ser Fiscal, una ONG integrada por una serie de organizaciones vinculadas con Cambiemos quienes fiscalizaran las elecciones argentinas de 2017 en reemplazo de la Cámara Nacional Electoral quien tradicionalmente llevaba a cabo los trabajos de fiscalización de todas las elecciones desde 1983.  El acuerdo fue visto como una partidización y tercerización disfrazada del proceso electoral, obligación que hasta el ahora venía cumpliendo el Poder Judicial y que ahora correrá por cuenta de un integrante del Poder Ejecutivo. Dicha ONG ha sido descripta  "anti kirchnerista" y cercana al gobierno, las principales críticas al acuerdo fueron la falta de imparcialidad y objetividad, ya que dicha ONG fue partícipe activa de los cacerolazos contra el gobierno de Cristina Férnandez y por tener entre sus autoridades a candidatos de Cambiemos. todas las asociaciones que componen la red tienen vínculos directos con el Gobierno nacional o funcionarios de Cambiemos. Incluso, algunos directivos de las ONG son candidatos del oficialismo.

### Expectativas
El periodista Marcelo Helfgot del diario Clarín dio a conocer en diciembre de 2016 las expectativas de la alianza oficialista Cambiemos para las elecciones de 2017. En el Senado, el Frente para la Victoria pone en juego 14 bancas, de las 24 que se eligen, y para mantener el quórum propio obtenido en 2015, debería renovar al menos 10 de ellas. Cambiemos solo pone en juego 3 bancas (las 3 de la UCR) y sus expectativas son aumentar en 6 senadores el bloque oficialista, llegando a 21 miembros (16 menos que el quórum).
En la Cámara de Diputados, Cambiemos debe renovar 41 de las 87 bancas de su bloque, y tiene la expectativa de aumentar el mismo en 13 miembros, llegando a 100 diputados (29 menos que el quórum). A tal fin la provincia de Buenos Aires -gobernada por el oficialismo nacional- resulta un distrito clave, ya que allí Cambiemos sólo pone en juego 4 de las 35 bancas que se eligen.
La elección también influirá en la relación de fuerzas interna de cada alianza. Dentro de Cambiemos, la UCR debe renovar a 22 de las 39 bancas de diputados que posee (el 56%), el ARI debe renovar 3 de las 4 (75%), y el PRO solo renueva 14 de sus 42 (el 33%). En la oposición, el Frente para la Victoria debe renovar 34 de sus 72 miembros (47%), la alianza UNA debe renovar 19 de las 37 bancas de diputados (51%) y el bloque Justicialista de Oscar Romero y Diego Bossio arriesga 8 de los 17 miembros (47%).

## Resultados

### Diputados
|  | 16,10 % |

|  | 13,74 % |

|  | 4,03 % |

|  | 1,31 % |

|  | 1,30 % |

|  | 0,87 % |

|  | 0,76 % |

|  | 0,55 % |

|  | 0,51 % |

|  | 0,50 % |

|  | 0,49 % |

|  | 0,39 % |

|  | 0,39 % |

|  | 0,35 % |

|  | 0,34 % |

|  | 0,30 % |

|  | 0,11 % |

|  | 42,04 % |

|  | 14,19 % |

|  | 2,12 % |

|  | 1,72 % |

|  | 1,57 % |

|  | 0,82 % |

|  | 0,67 % |

|  | 0,65 % |

|  | 0,33 % |

|  | 0,30 % |

|  | 0,28 % |

|  | 0,11 % |

|  | 0,07 % |

|  | 0,02 % |

|  | 22,85 % |

|  | 2,57 % |

|  | 2,38 % |

|  | 1,99 % |

|  | 1,89 % |

|  | 1,28 % |

|  | 1,12 % |

|  | 1,10 % |

|  | 1,05 % |

|  | 0,93 % |

|  | 0,60 % |

|  | 0,39 % |

|  | 0,39 % |

|  | 0,35 % |

|  | 0,09 % |

|  | 16,12 % |

|  | 4,21 % |

|  | 0,69 % |

|  | 0,38 % |

|  | 0,36 % |

|  | 0,11 % |

|  | 0,08 % |

|  | 0,08 % |

|  | 0,05 % |

|  | 0,04 % |

|  | 0,03 % |

|  | 0,03 % |

|  | 5,76 % |

|  | 4,37 % |

|  | 0,28 % |

|  | 0,04 % |

|  | 0,04 % |

|  | 4,73 % |

|  | 1,18 % |

|  | 0,17 % |

|  | 0,04 % |

|  | 0,03 % |

|  | 1,41 % |

|  | 0,97 % |

|  | 0,25 % |

|  | 0,24 % |

|  | 0,22 % |

|  | 0,11 % |

|  | 0,05 % |

|  | 0,86 % |

|  | 0,76 % |

|  | 0,64 % |

|  | 0,42 % |

|  | 0,34 % |

|  | 0,33 % |

|  | 0,31 % |

|  | 0,30 % |

|  | 0,29 % |

|  | 0,29 % |

|  | 0,28 % |

|  | 0,21 % |

|  | 0,18 % |

|  | 0,13 % |

|  | 0,10 % |

|  | 0,05 % |

|  | 0,05 % |

|  | 0,05 % |

|  | 0,05 % |

|  | 0,05 % |

|  | 0,03 % |

|  | 0,02 % |

|  | 0,02 % |

|  | 0,02 % |

|  | 0,01 % |

|  | 0,01 % |

|  | 0,01 % |

|  | 95,64 % |

|  | 2,97 % |

|  | 1,39 % |

|  | 77,61 % |

|  | 100 % |

### Senadores
|  | 41,01 % |

|  | 31,95 % |

|  | 9,73 % |

|  | 8,92 % |

|  | 4,59 % |

|  | 2,29 % |

|  | 0,71 % |

|  | 0,19 % |

|  | 0,19 % |

|  | 0,11 % |

|  | 0,11 % |

|  | 0,11 % |

|  | 0,07 % |

|  | 0,02 % |

|  | 95,96 % |

|  | 3,16 % |

|  | 0,88 % |

|  | 78,73 % |

|  | 100 % |

## Resultados por distrito

### Cámara de Diputados
|  | 42,15 % |

|  | 36,28 % |

|  | 11,03 % |

|  | 5,34 % |

|  | 5,20 % |

|  | 95,65 % |

|  | 3,65 % |

|  | 0,70 % |

|  | 78,86 % |

|  | 100 % |

|  | 50,98 % |

|  | 21,74 % |

|  | 12,30 % |

|  | 5,79 % |

|  | 4,87 % |

|  | 4,30 % |

|  | 98,23 % |

|  | 0,80 % |

|  | 0,96 % |

|  | 72,84 % |

|  | 100 % |

|  | 47,84 % |

|  | 41,86 % |

|  | 5,95 % |

|  | 4,35 % |

|  | 89,81 % |

|  | 8,79 % |

|  | 1,40 % |

|  | 71,67 % |

|  | 100 % |

|  | 41,79 % |

|  | 39,62 % |

|  | 10,76 % |

|  | 4,97 % |

|  | 2,87 % |

|  | 97,39 % |

|  | 1,32 % |

|  | 1,29 % |

|  | 72,84 % |

|  | 100 % |

|  | 33,23 % |

|  | 31,16 % |

|  | 23,88 % |

|  | 3,95 % |

|  | 3,30 % |

|  | 2,69 % |

|  | 1,77 % |

|  | 94,96 % |

|  | 1,47 % |

|  | 3,57 % |

|  | 74,00 % |

|  | 100 % |

|  | 48,48 % |

|  | 30,48 % |

|  | 9,71 % |

|  | 3,53 % |

|  | 3,30 % |

|  | 2,46 % |

|  | 2,03 % |

|  | 97,29 % |

|  | 1,01 % |

|  | 1,70 % |

|  | 72,68 % |

|  | 100 % |

|  | 55,43 % |

|  | 25,58 % |

|  | 14,84 % |

|  | 4,15 % |

|  | 96,50 % |

|  | 1,68 % |

|  | 1,82 % |

|  | 70,07 % |

|  | 100 % |

|  | 53,02 % |

|  | 37,97 % |

|  | 4,73 % |

|  | 4,28 % |

|  | 96,74 % |

|  | 1,12 % |

|  | 2,14 % |

|  | 79,29 % |

|  | 100 % |

|  | 61,89 % |

|  | 36,58 % |

|  | 1,17 % |

|  | 0,36 % |

|  | 94,21 % |

|  | 4,95 % |

|  | 0,84 % |

|  | 78,50 % |

|  | 100 % |

|  | 51,73 % |

|  | 19,78 % |

|  | 17,74 % |

|  | 9,46 % |

|  | 0,70 % |

|  | 0,60 % |

|  | 82,48 % |

|  | 15,99 % |

|  | 1,53 % |

|  | 80,72 % |

|  | 100 % |

|  | 45,42 % |

|  | 45,39 % |

|  | 3,42 % |

|  | 2,01 % |

|  | 1,92 % |

|  | 1,84 % |

|  | 97,11 % |

|  | 0,94 % |

|  | 1,95 % |

|  | 76,93 % |

|  | 100 % |

|  | 44,78 % |

|  | 44,15 % |

|  | 4,80 % |

|  | 2,31 % |

|  | 2,18 % |

|  | 1,79 % |

|  | 93,87 % |

|  | 4,23 % |

|  | 1,89 % |

|  | 72,31 % |

|  | 100 % |

|  | 45,73 % |

|  | 25,38 % |

|  | 17,19 % |

|  | 11,69 % |

|  | 96,00 % |

|  | 2,24 % |

|  | 1,76 % |

|  | 78,06 % |

|  | 100 % |

|  | 42,76 % |

|  | 33,61 % |

|  | 12,73 % |

|  | 4,17 % |

|  | 1,86 % |

|  | 1,85 % |

|  | 1,65 % |

|  | 1,36 % |

|  | 89,89 % |

|  | 8,96 % |

|  | 1,15 % |

|  | 78,11 % |

|  | 100 % |

|  | 28,21 % |

|  | 21,41 % |

|  | 19,36 % |

|  | 18,01 % |

|  | 6,02 % |

|  | 3,35 % |

|  | 1,83 % |

|  | 1,82 % |

|  | 96,00 % |

|  | 0,97 % |

|  | 3,03 % |

|  | 80,45 % |

|  | 100 % |

|  | 49,36 % |

|  | 31,99 % |

|  | 11,18 % |

|  | 3,81 % |

|  | 1,87 % |

|  | 1,79 % |

|  | 95,79 % |

|  | 1,22 % |

|  | 2,99 % |

|  | 74,25 % |

|  | 100 % |

|  | 30,25 % |

|  | 24,44 % |

|  | 23,24 % |

|  | 9,66 % |

|  | 7,68 % |

|  | 2,42 % |

|  | 2,32 % |

|  | 96,08 % |

|  | 1,84 % |

|  | 2,08 % |

|  | 73,36 % |

|  | 100 % |

|  | 53,68 % |

|  | 31,49 % |

|  | 4,83 % |

|  | 3,00 % |

|  | 2,73 % |

|  | 2,55 % |

|  | 1,72 % |

|  | 96,38 % |

|  | 2,06 % |

|  | 1,56 % |

|  | 78,92 % |

|  | 100 % |

|  | 55,00 % |

|  | 43,01 % |

|  | 1,98 % |

|  | 91,99 % |

|  | 7,07 % |

|  | 0,94 % |

|  | 83,14 % |

|  | 100 % |

|  | 43,91 % |

|  | 31,96 % |

|  | 9,79 % |

|  | 7,09 % |

|  | 4,16 % |

|  | 3,10 % |

|  | 94,17 % |

|  | 2,61 % |

|  | 3,22 % |

|  | 70,62 % |

|  | 100 % |

|  | 37,80 % |

|  | 25,90 % |

|  | 14,63 % |

|  | 4,47 % |

|  | 3,84 % |

|  | 3,63 % |

|  | 3,20 % |

|  | 2,69 % |

|  | 2,19 % |

|  | 1,65 % |

|  | 95,28 % |

|  | 1,81 % |

|  | 2,91 % |

|  | 75,35 % |

|  | 100 % |

|  | 70,09 % |

|  | 17,33 % |

|  | 9,14 % |

|  | 1,89 % |

|  | 1,55 % |

|  | 94,15 % |

|  | 5,03 % |

|  | 0,82 % |

|  | 79,00 % |

|  | 100 % |

|  | 29,96 % |

|  | 29,77 % |

|  | 23,25 % |

|  | 6,23 % |

|  | 3,69 % |

|  | 3,59 % |

|  | 3,52 % |

|  | 95,24 % |

|  | 0,63 % |

|  | 4,13 % |

|  | 73,03 % |

|  | 100 % |

|  | 46,89 % |

|  | 32,56 % |

|  | 15,80 % |

|  | 4,75 % |

|  | 98,08 % |

|  | 0,60 % |

|  | 1,32 % |

|  | 82,19 % |

|  | 100 % |

1. ↑  Renunció el 4 de diciembre de 2019, lo reemplaza Adriana Cintia Cáceres el 27 de febrero de 2020.
2. ↑  Renunció el 10 de diciembre de 2019, lo reemplaza Héctor Oscar Fernández el 19 de diciembre de 2019.
3. ↑  Renunció el 11 de diciembre de 2019, lo reemplaza Romina Maricel Uhrig el 19 de diciembre de 2019.
4. ↑  Renunció el 5 de marzo de 2020, lo reemplaza Claudia Alicia Bernazza el 13 de mayo de 2020.
5. ↑  Renunció el 10 de diciembre de 2019, lo reemplaza Nicolás Rodríguez Saá el 19 de diciembre de 2019.
6. ↑  Renunció el 10 de febrero de 2021, lo reemplaza Carlos Alberto Ortega el 11 de febrero de 2021.
7. ↑  Renunció el 10 de diciembre de 2019, lo reemplaza Marcelo Koenig el 19 de diciembre de 2019.
8. ↑  Renunció el 10 de diciembre de 2019, lo reemplaza Jorge Sarghini el 19 de diciembre de 2019.
9. ↑  Renunció el 10 de diciembre de 2019, lo reemplaza Liliana Schwindt el 27 de febrero de 2020.
10. ↑  Renunció el 10 de junio de 2021, lo reemplaza Mónica Schlotthauer el 10 de junio de 2021.
11. ↑  Renunció el 9 de diciembre de 2020, lo reemplaza Juan Carlos Giordano el 10 de diciembre de 2020.
12. ↑  Renunció el 29 de febrero de 2020, lo reemplaza José Luis Patiño el 13 de mayo de 2020.
13. ↑  La Justicia no le deja asumir, lo reemplaza Jorge Enríquez el 18 de diciembre de 2017.
14. ↑  Renunció el 23 de diciembre de 2019, lo reemplaza Gisela Marziotta el 29 de enero de 2020.
15. ↑  Renunció el 13 de octubre de 2021, lo reemplaza Gustavo Fernando López el 26 de octubre de 2021.
16. ↑  Renunció el 9 de diciembre de 2019, lo reemplaza Carlos Salomón Heller el 19 de diciembre de 2019.
17. ↑  Renunció el 9 de diciembre de 2019, lo reemplaza Álvaro de Lamadrid el 19 de diciembre de 2019.
18. ↑  Renunció el 3 de diciembre de 2019, lo reemplaza Dante López Rodríguez el 19 de diciembre de 2019.
19. ↑  Falleció el 25 de agosto de 2021, lo reemplaza Julieta Marcolli el 26 de octubre de 2021.
20. ↑  Nunca asumió, lo reemplaza Rosa Rosario Muñoz el 10 de diciembre de 2017.
21. ↑  Renunció el 9 de diciembre de 2019, lo reemplaza Claudia Gabriela Márquez el 19 de diciembre de 2019.
22. ↑  Renunció el 2 de diciembre de 2019, lo reemplaza Ana Carolina Gaillard el 19 de diciembre de 2019.
23. ↑  Renunció el 9 de diciembre de 2019, lo reemplaza Carlos Alberto Vivero el 19 de diciembre de 2019.
24. ↑  Renunció el 2 de diciembre de 2019, lo reemplaza Ayelén Spósito el 19 de diciembre de 2019.
25. ↑  Renunció el 9 de diciembre de 2019, lo reemplaza Juan Emilio Ameri el 19 de diciembre de 2019. Juan Emilio Ameri renunció el 25 de septiembre de 2020, lo reemplaza Alcira Elsa Figueroa el 7 de octubre de 2020.
26. ↑  Renunció el 9 de diciembre de 2019, lo reemplaza Francisco Guevara el 19 de diciembre de 2019.
27. ↑  Asumió el 18 de diciembre de 2017.
28. ↑  Renunció el 10 de diciembre de 2019, lo reemplaza Esteban Mateo Bogdanich el 19 de diciembre de 2019.
29. ↑  Renunció el 11 de diciembre de 2019, lo reemplaza Patricia Mónica Mounier el 19 de diciembre de 2019.
30. ↑  Renunció el 9 de diciembre de 2019, la reemplaza María Luisa Montoto el 19 de diciembre de 2019.
31. ↑  Falleció el 30 de diciembre de 2018, lo reemplaza Bernardo José Herrera el 4 de abril de 2019.
32. ↑  Renunció el 11 de diciembre de 2019, lo reemplaza Carolina Yutrovic el 19 de diciembre de 2019.
33. ↑  Nunca asumió, lo reemplaza Pablo Yedlin el 10 de diciembre de 2017.

### Senado
- Buenos Aires
- Formosa
- Jujuy
- La Rioja
- Misiones
- San Juan
- San Luis
- Santa Cruz

|  | 41,35 % |

|  | 37,31 % |

|  | 11,31 % |

|  | 5,29 % |

|  | 4,74 % |

|  | 97,05 % |

|  | 2,22 % |

|  | 0,73 % |

|  | 78,86 % |

|  | 100 % |

|  | 61,69 % |

|  | 37,12 % |

|  | 1,19 % |

|  | 94,12 % |

|  | 5,00 % |

|  | 0,88 % |

|  | 78,50 % |

|  | 100 % |

|  | 52,60 % |

|  | 20,80 % |

|  | 15,84 % |

|  | 9,42 % |

|  | 0,75 % |

|  | 0,61 % |

|  | 83,14 % |

|  | 15,32 % |

|  | 1,54 % |

|  | 80,72 % |

|  | 100 % |

|  | 48,02 % |

|  | 45,50 % |

|  | 2,49 % |

|  | 2,26 % |

|  | 1,72 % |

|  | 93,27 % |

|  | 4,89 % |

|  | 1,84 % |

|  | 72,31 % |

|  | 100 % |

|  | 42,76 % |

|  | 33,28 % |

|  | 13,30 % |

|  | 3,85 % |

|  | 1,96 % |

|  | 1,85 % |

|  | 1,65 % |

|  | 1,36 % |

|  | 90,71 % |

|  | 8,14 % |

|  | 1,15 % |

|  | 78,11 % |

|  | 100 % |

|  | 54,55 % |

|  | 32,31 % |

|  | 4,66 % |

|  | 3,08 % |

|  | 2,75 % |

|  | 2,65 % |

|  | 95,29 % |

|  | 3,07 % |

|  | 1,64 % |

|  | 78,92 % |

|  | 100 % |

|  | 55,48 % |

|  | 42,94 % |

|  | 1,58 % |

|  | 96,72 % |

|  | 2,35 % |

|  | 0,93 % |

|  | 83,14 % |

|  | 100 % |

|  | 44,12 % |

|  | 32,07 % |

|  | 8,98 % |

|  | 7,54 % |

|  | 4,20 % |

|  | 3,08 % |

|  | 95,06 % |

|  | 1,68 % |

|  | 3,26 % |

|  | 70,62 % |

|  | 100 % |

1. ↑  Renunció el 10 de diciembre de 2021, lo reemplaza José María Torello el 24 de febrero de 2022.
2. ↑  Asumió el 27 de diciembre de 2017.
3. ↑  Renunció el 9 de diciembre de 2019, la reemplaza Jorge Taiana el 10 de diciembre de 2019. Jorge Taiana renunció el 10 de agosto de 2021, lo reemplaza Juliana Di Tullio el 19 de agosto de 2021.
4. ↑  Renunció el 9 de diciembre de 2019, la reemplaza María Clara del Valle Vega el 10 de diciembre de 2019.
5. ↑  Falleció el 14 de febrero de 2021, lo reemplaza Ricardo Antonio Guerra el 24 de febrero de 2021.
6. ↑  Renunció el 9 de diciembre de 2021, lo reemplaza Gabriela González Riollo el 10 de diciembre de 2021.

## Galería

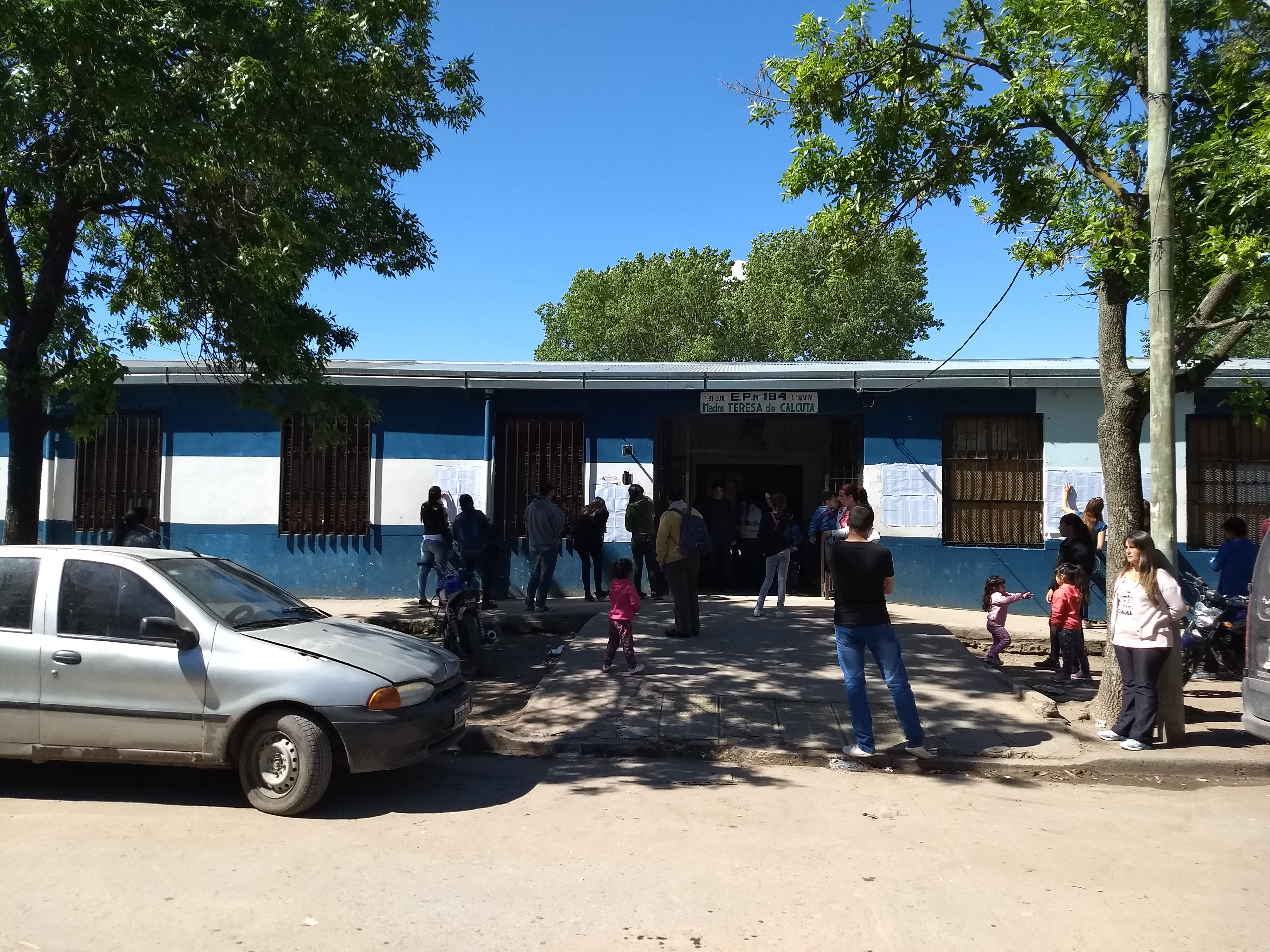
Una escuela en la provincia de Buenos Aires como lugar de votación
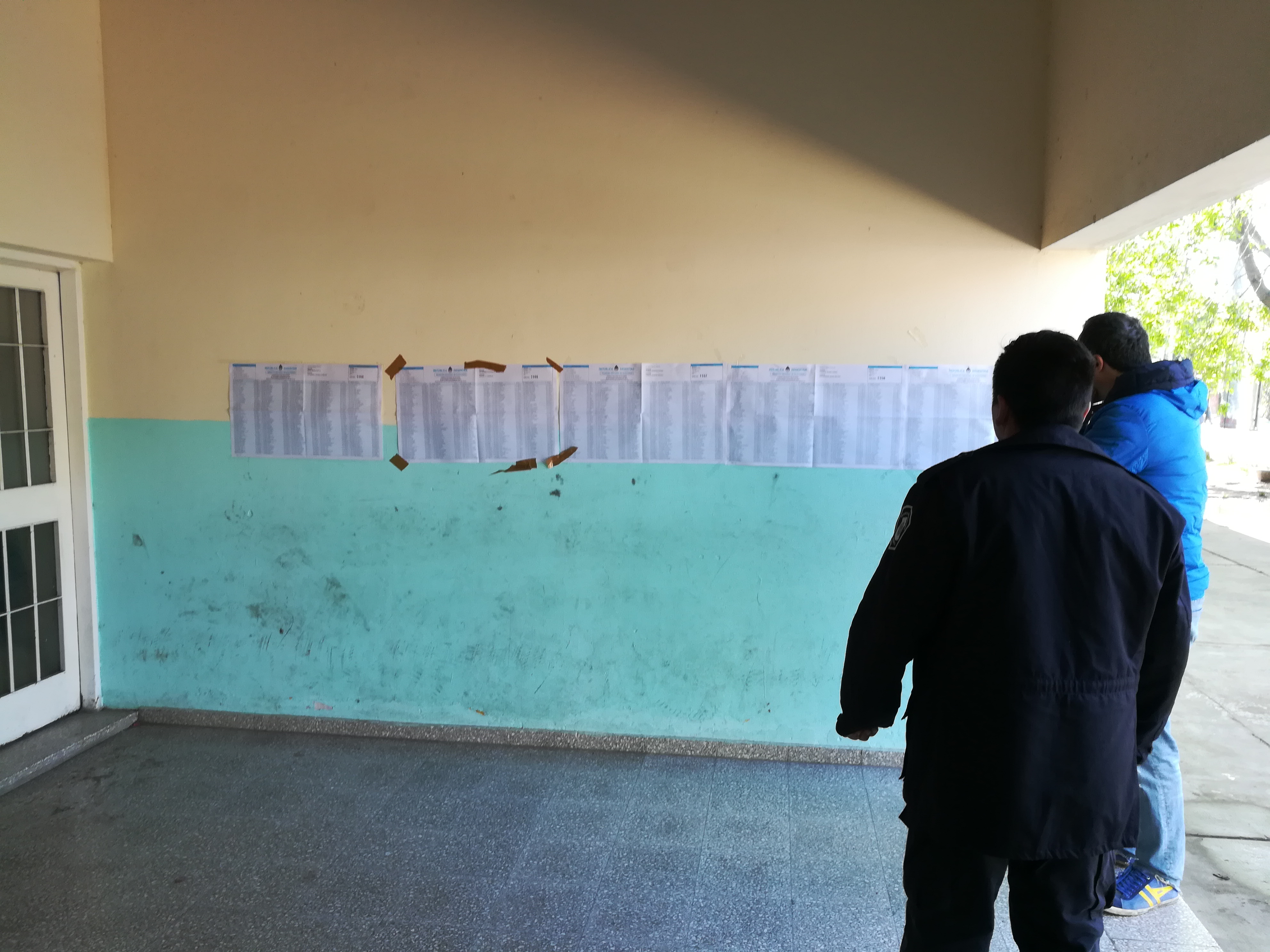
Ciudadanos consultando el padrón
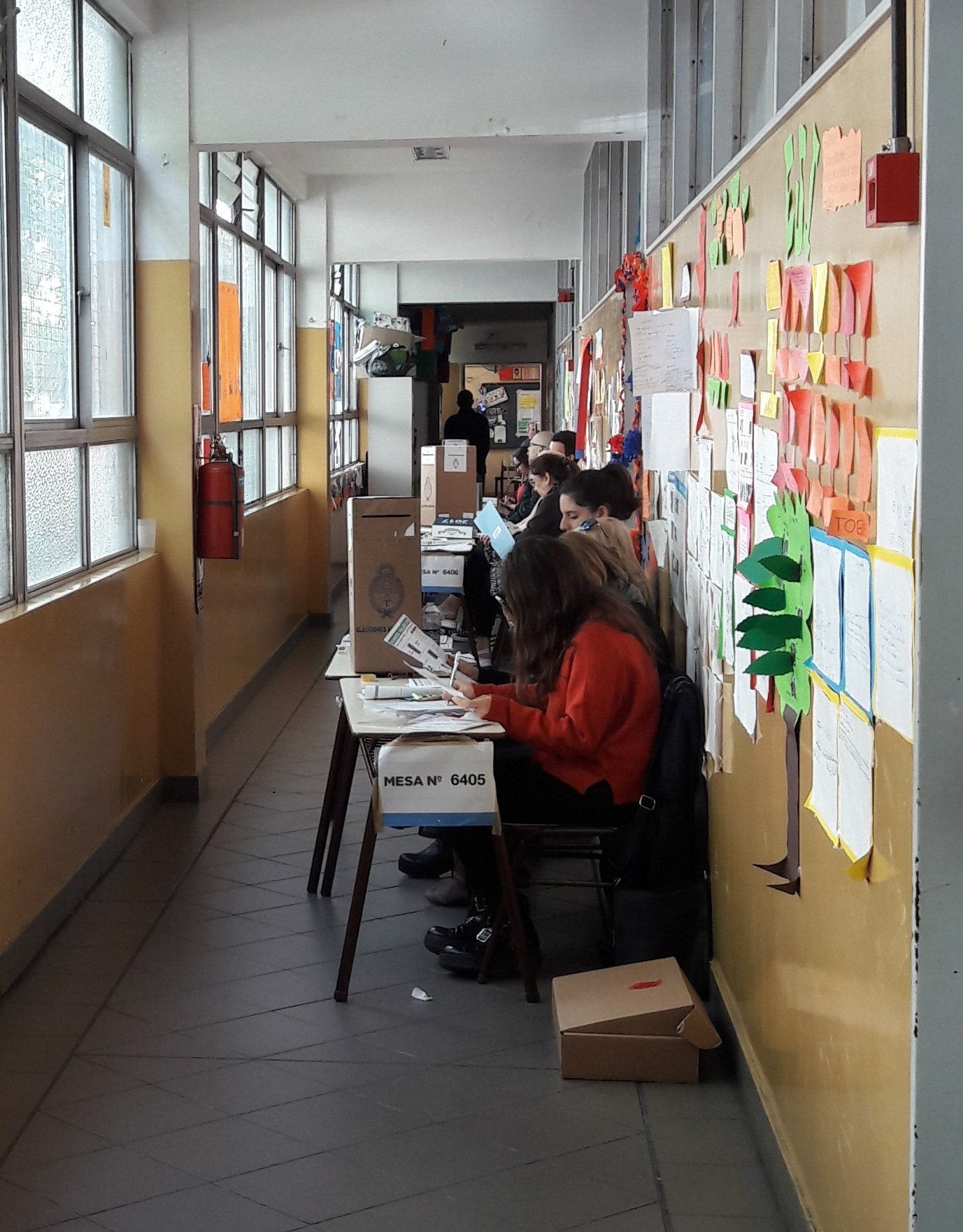
Mesa en una escuela en la Ciudad de Buenos Aires
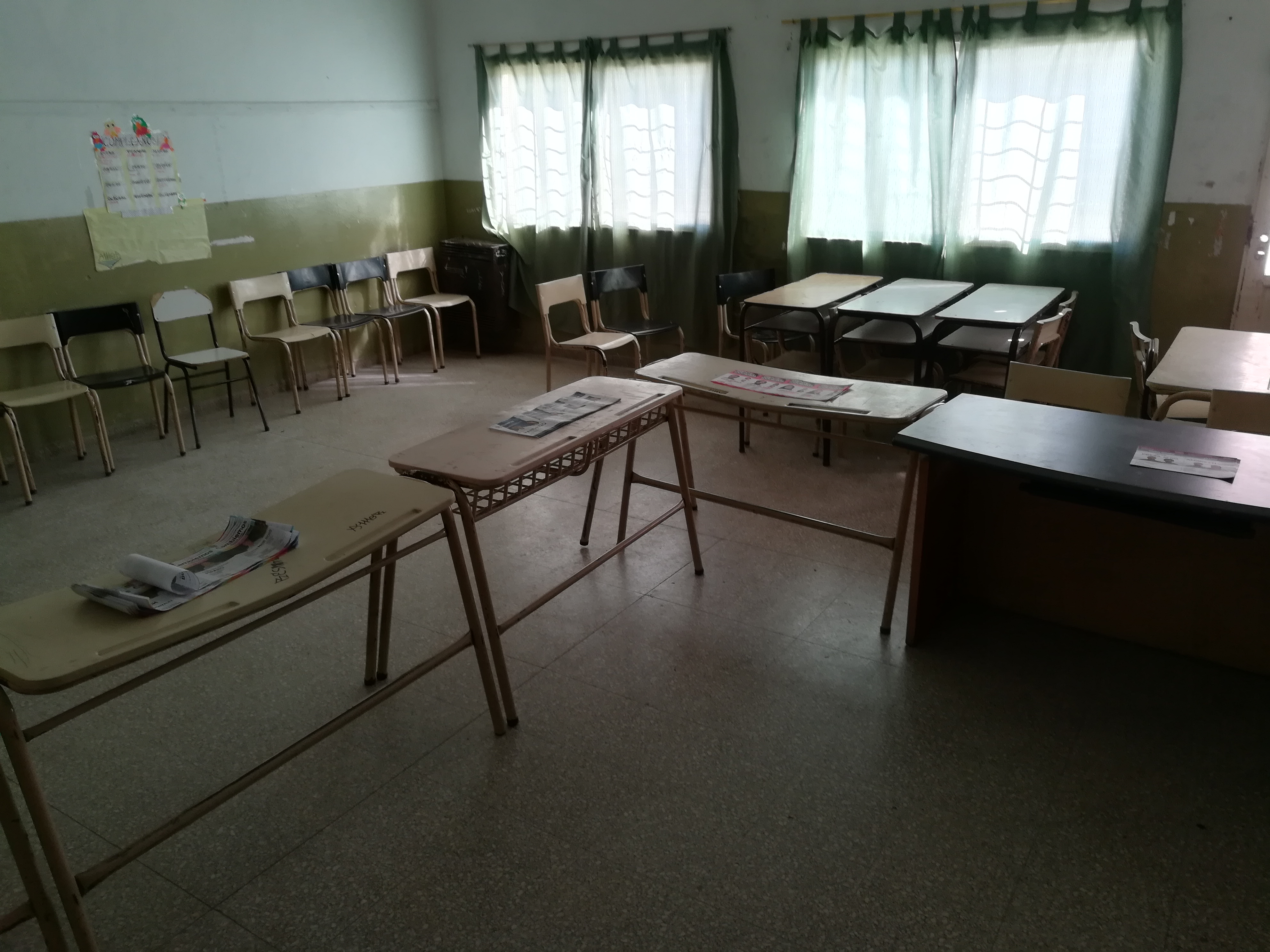
Cuarto oscuro en la localidad de Gonnet (La Plata)
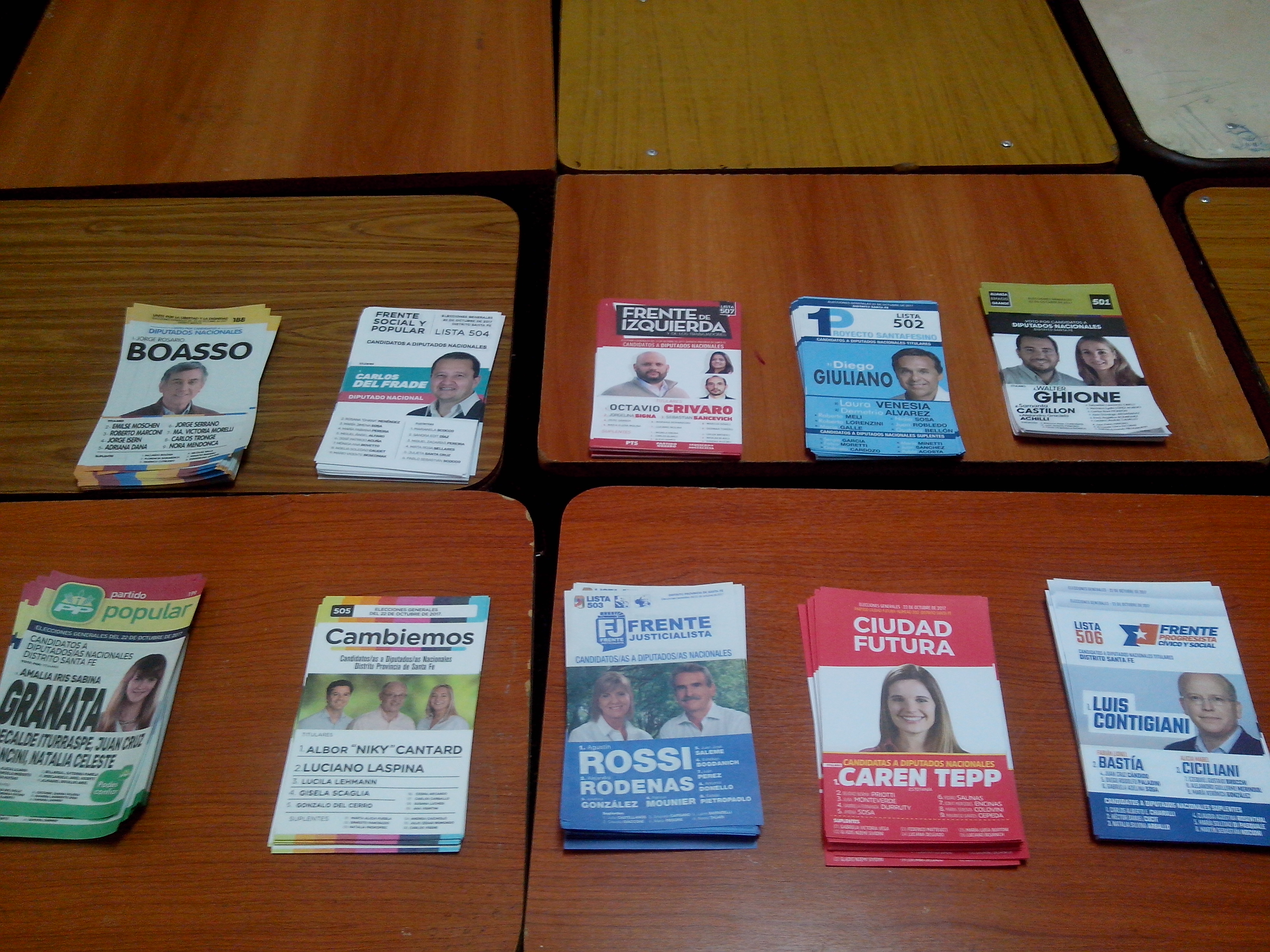
Boletas de candidatos en la provincia de Santa Fe
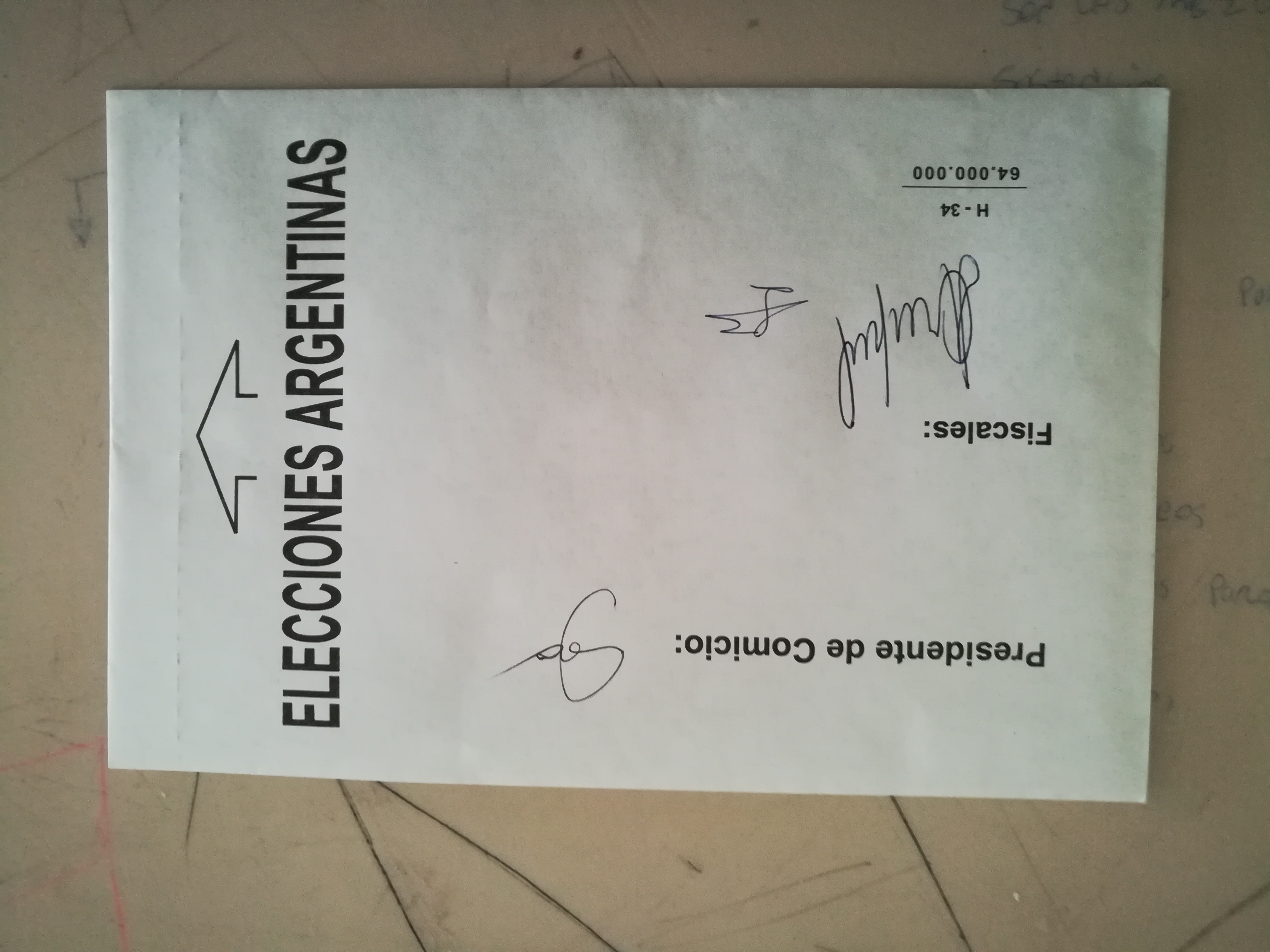
Sobre utilizado en la elección
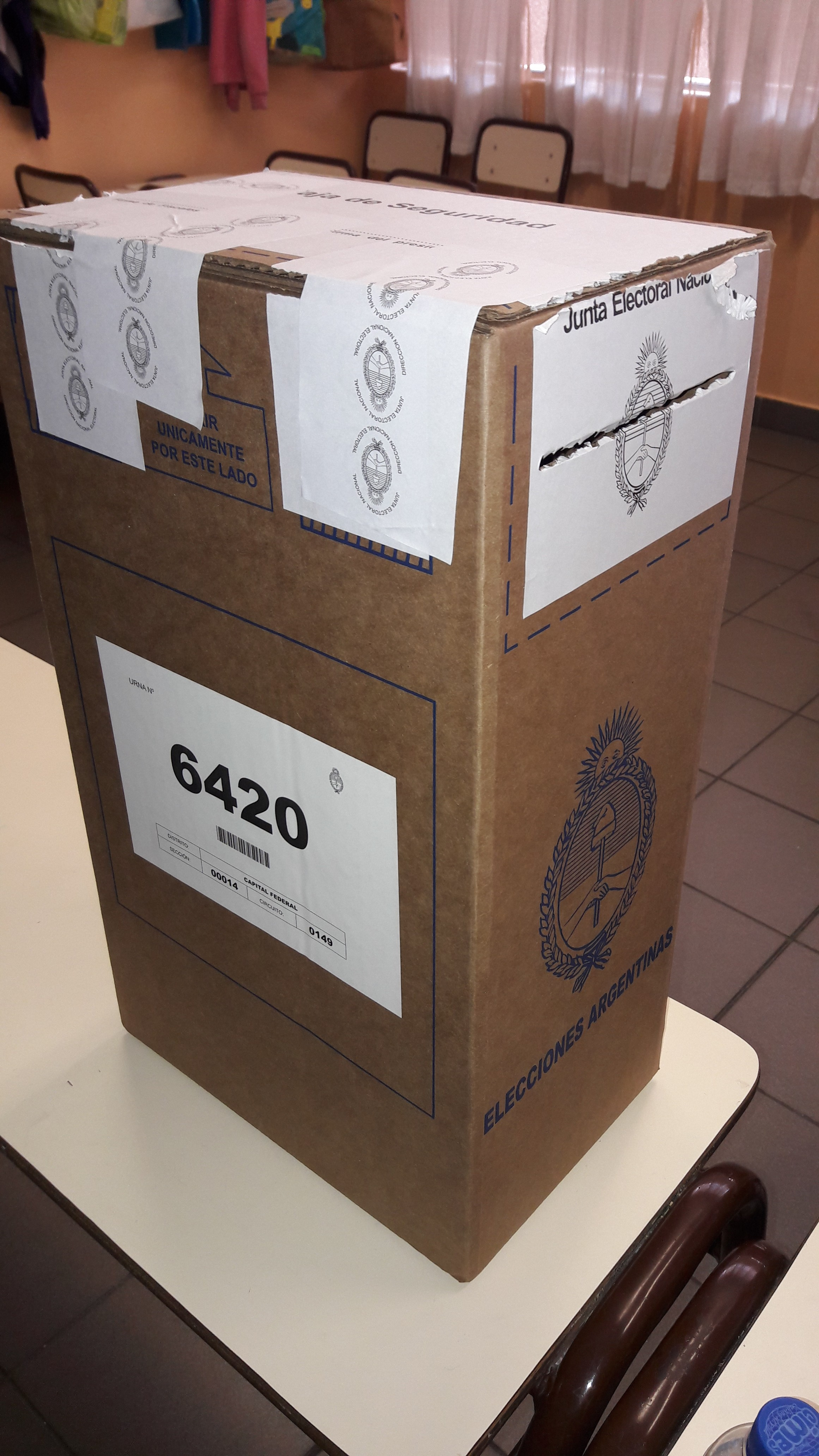
Urna utilizada en la elección